# Glebionis
 Glebionis  Cass., 1826 è un genere di piante angiosperme dicotiledoni della famiglia delle Asteraceae, sottofamiglia Asteroideae, tribù Anthemideae (Mediterranean clade) e sottotribù Glebionidinae.

## Etimologia
Il nome del genere deriva da due parole latine: "gleba" (= suolo) e "-ionis" (= caratteristico di) la cui applicazione risulta incerta (forse derivata da qualche uso agricolo).
Il nome scientifico del genere è stato definito dal botanico Alexandre Henri Gabriel de Cassini (1781-1832) nella pubblicazione " Dictionnaire des Sciences Naturelles, dans lequel on traite méthodiquement des différens êtres de la nature, considérés soit en eux-mêmes, d'aprés l'état actuel de nos connoissances, soit relativement à l'utilité quén peuvent retirer la médecine, l'agriculture, le commerce et les arts. Strasbourg. Edition 2" (Dict. Sci. Nat., ed. 2. [F. Cuvier] 41: 41) del 1826.

## Descrizione

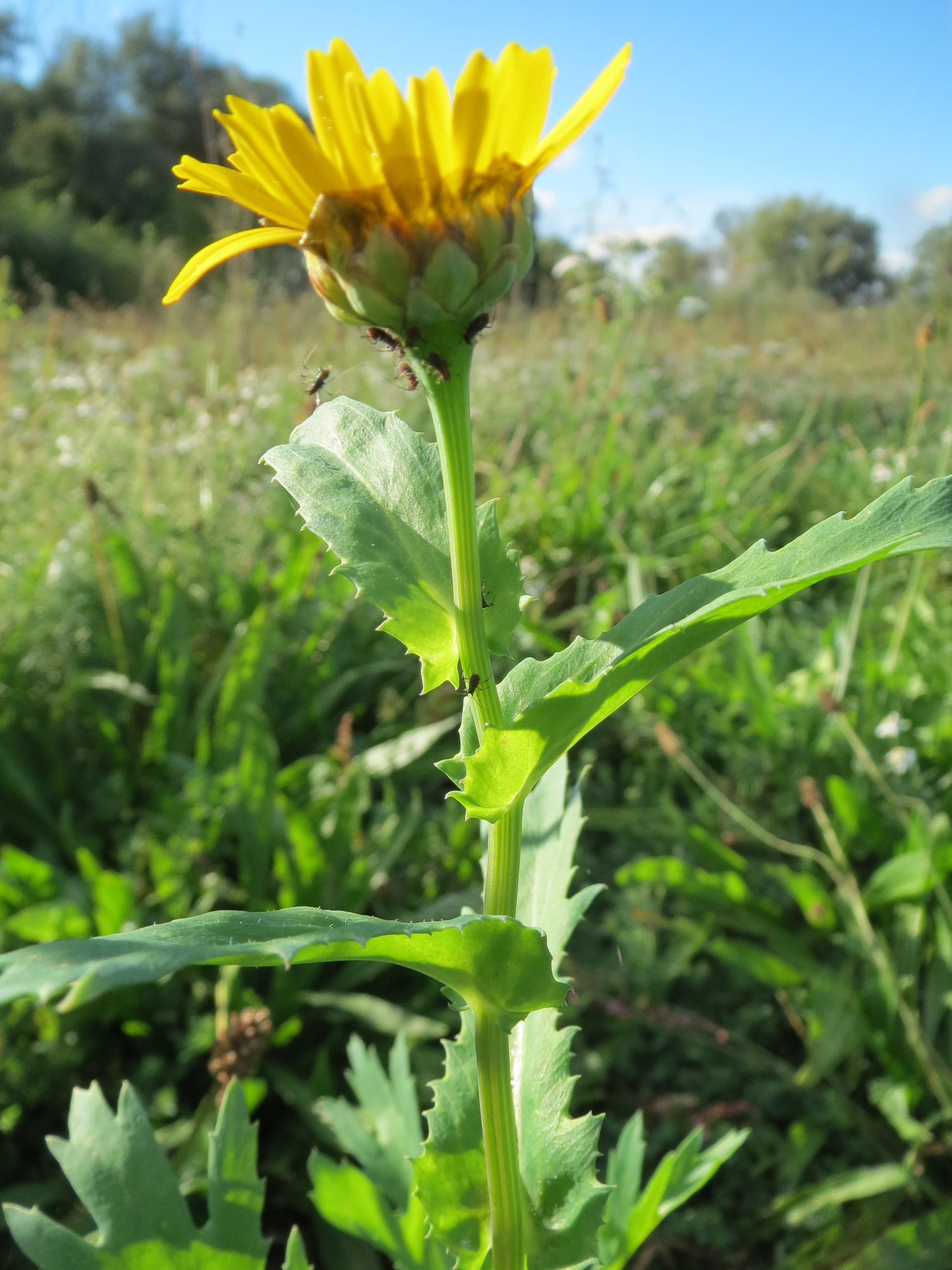
Il portamento
Glebionis segetum

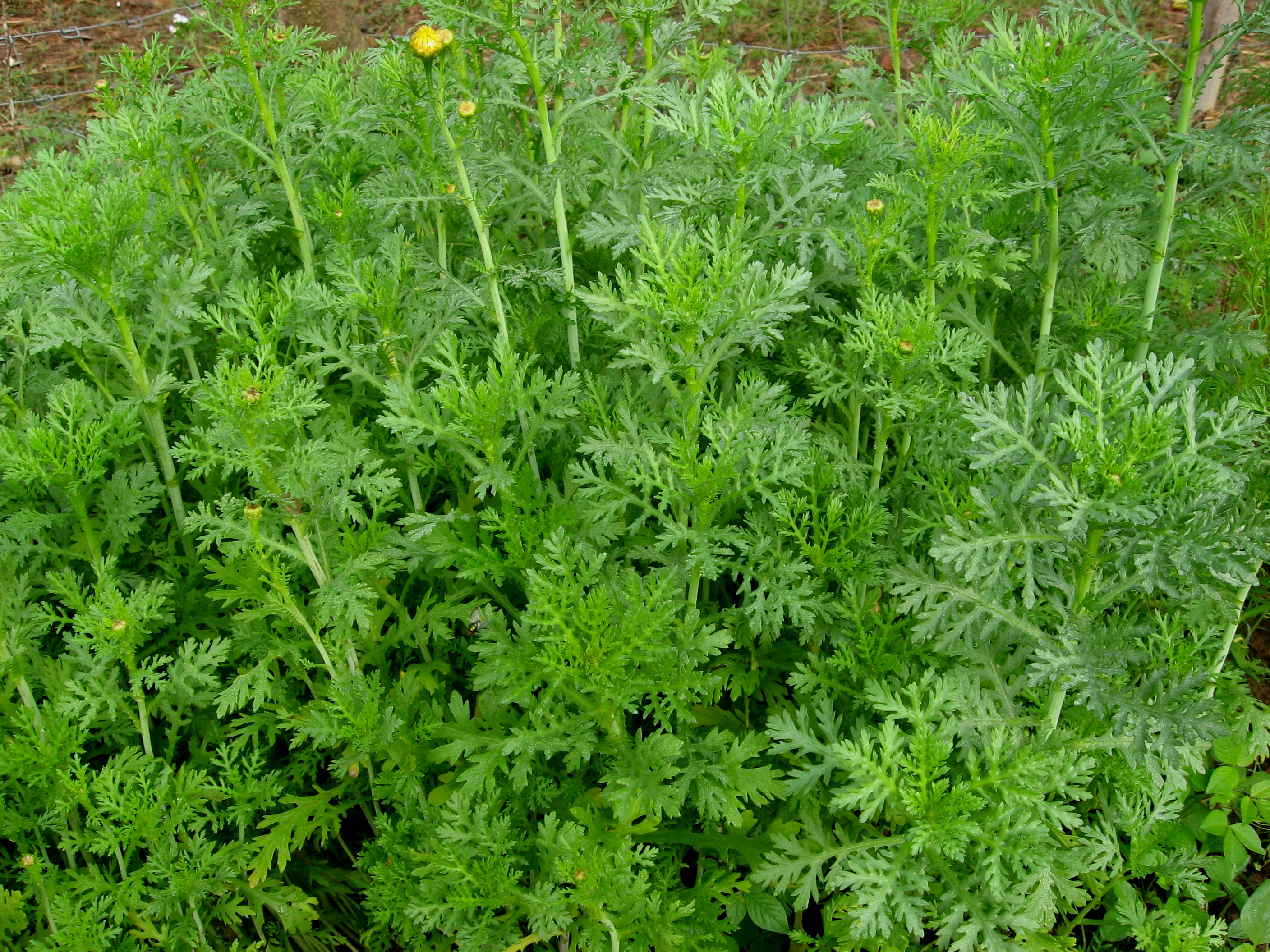
Le foglie
Glebionis coronaria

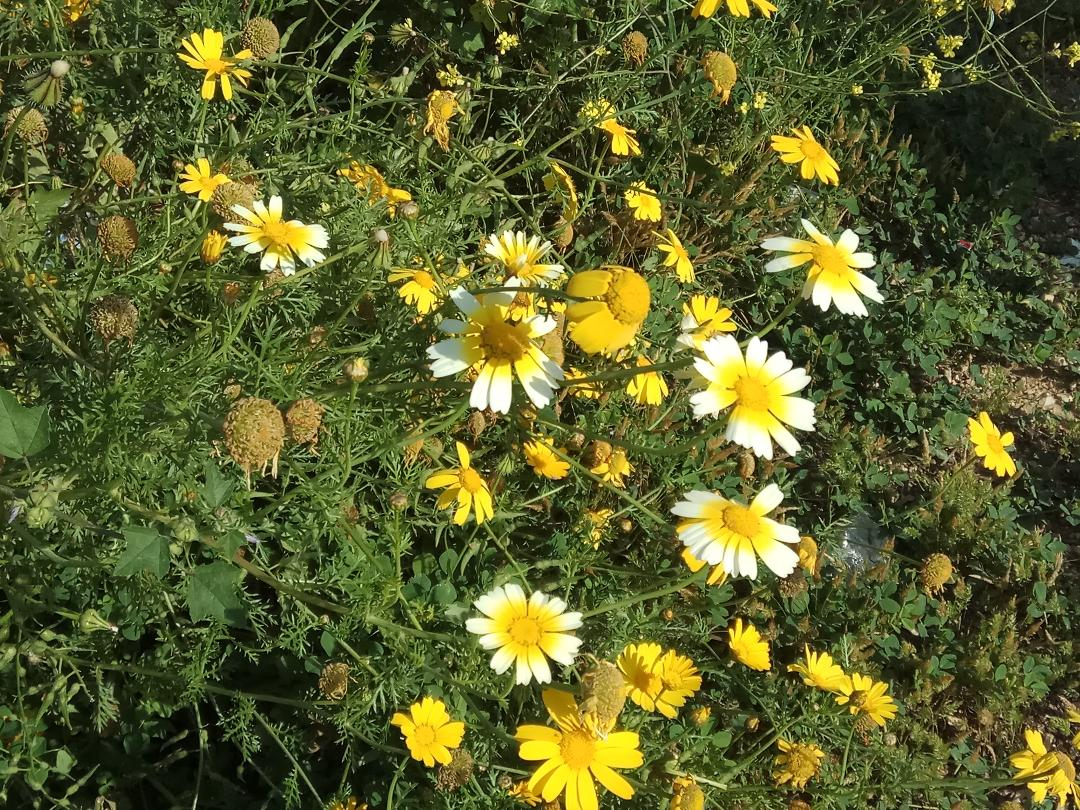
Infiorescenza
Glebionis coronaria

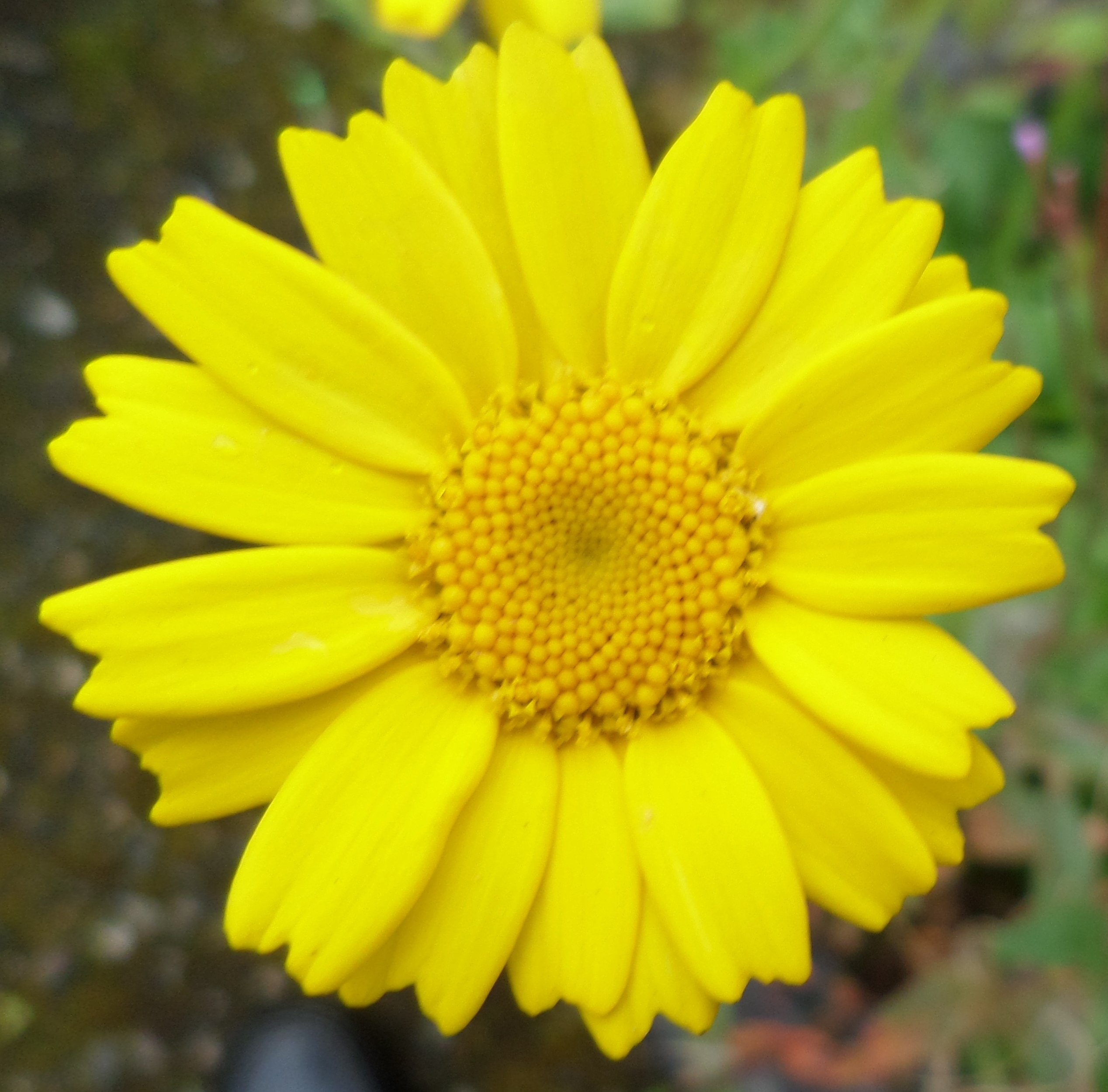
I fiori
Glebionis segetum

Portamento. Le specie di questo genere sono erbacee con un ciclo biologico annuale. L'indumento è assente o è formato da peli di tpo basifissi.
Fusto. La parte aerea in genere è eretta e glabra; è semplice o ramosa distalmente. Altezza media: 10-80 cm.
Foglie. Le foglie sono disposte in modo alterno ed hanno una lamina a margini seghettati-dentati e sono del tipo due (tre) volte pennatosette. La forma varia da obovata a oblunga. Sono picciolate quelle basali e sessili quelle cauline.
Infiorescenza. Le sinflorescenze sono formate da capolini solitari o raccolti in modo corimboso lasso (gruppi di 2 o 3 capolini). Le infiorescenze vere e proprie sono composte da un capolino terminale peduncolato radiato. I capolini sono formati da un involucro, con forme da meniscoidi a emisferiche, composto da 25-60 brattee, al cui interno un ricettacolo fa da base ai fiori di due tipi: fiori del raggio e fiori del disco. Le brattee, piatte e a consistenza erbacea, con forme ovate o da obovate a lanceolate-deltate o lanceolate (non carenate), ampiamente scariose chiare o scure sui margini e con canali resiniferi, sono disposte in modo più o meno embricato su 3-4 serie. Il ricettacolo, da convesso a emisferico, è sprovvisto di pagliette avvolgenti la base dei fiori. Diametro degli involucri: 15-25 mm.
Fiori.  I fiori sono tetra-ciclici (formati cioè da 4 verticilli: calice – corolla – androceo – gineceo) e pentameri (calice e corolla formati da 5 elementi). Si distinguono in:
- fiori del raggio (esterni): da 10 a 21 per capolino, sono femminili, fertili e sono disposti su una serie; la forma è ligulata (zigomorfa); a volte possono mancare o essere sterili;
- fiori del disco (centrali): sono più numerosi (60-150) con forme brevemente tubulose (attinomorfe); sono ermafroditi e fertili

- Formula fiorale:

*/x K {\displaystyle \infty }, [C (5), A (5)], G 2 (infero), achenio
- Calice: i sepali del calice sono ridotti ad una coroncina di squame.

- Corolla: 
  - fiori del raggio: la forma della corolla alla base è più o meno tubulosa-imbutiforme, mentre all'apice è ligulata; la ligula, da lineare, oblunga o ovale, può terminare con alcuni denti; il colore generalmente è giallo o bianco (la base è comunque spesso gialla);
  - fiori del disco: la forma è tubulare bruscamente divaricata in 5 lobi; i lobi, patenti o eretti, hanno una forma deltata o più o meno lanceolata; il colore è giallo.

- Androceo: l'androceo è formato da 5 stami (alternati ai lobi della corolla) sorretti da filamenti generalmente liberi; gli stami sono connati e formano un manicotto circondante lo stilo. Le antere, con un collare di filamenti a balaustra, possono essere sia di tipo basifissa che medifissa. Il tessuto endoteciale (rivestimento interno dell'antera) è quasi sempre non polarizzato. Il polline è sferico con un diametro medio di circa 25 micron;  è tricolporato (con tre aperture sia di tipo a fessura che tipo isodiametrica o poro) ed è echinato (con punte sporgenti).

- Gineceo: l'ovario è infero uniloculare formato da 2 carpelli. Lo stilo (il recettore del polline) è profondamente bifido (con due stigmi divergenti) e con le linee stigmatiche marginali separate o contigue. I due bracci dello stilo hanno una forma troncata e possono essere papillosi o ricoperti da ciuffi di peli.

Frutti. I frutti sono degli acheni con pappo. In alcune specie è presente un certo dimorfismo tra gli acheni dei fiori ligulati esterni (con forme trigone e 2-3 ali) e quelli tubulosi del disco centrale (con forme cilindriche, 10 coste o un'ala). L'apice è arrotondato marginalmente o con una piccola corona. Il pericarpo è privo di cellule mucillaginifere e sacche di resina.

## Biologia
Impollinazione: l'impollinazione avviene tramite insetti (impollinazione entomogama tramite farfalle diurne e notturne).

Riproduzione: la fecondazione avviene fondamentalmente tramite l'impollinazione dei fiori (vedi sopra).

Dispersione: i semi (gli acheni) cadendo a terra sono successivamente dispersi soprattutto da insetti tipo formiche (disseminazione mirmecoria). In questo tipo di piante avviene anche un altro tipo di dispersione: zoocoria. Infatti gli uncini delle brattee dell'involucro (se presenti) si agganciano ai peli degli animali di passaggio disperdendo così anche su lunghe distanze i semi della pianta. Inoltre per merito del pappo (se presente) il vento può trasportare i semi anche a distanza di alcuni chilometri (disseminazione anemocora).

## Distribuzione e habitat
Le specie di questo genere sono distribuite soprattutto nell'areale del Mediterraneo. Nel resto del mondo sono aliene introdotte.
Specie della zona alpina
Entrambe le due specie di questo genere vivono sull'arco alpino. La tabella seguente mette in evidenza alcuni dati relativi all'habitat, al substrato e alla distribuzione delle specie alpine.
| Specie | Comunità vegetali | Piani vegetazionali | Substrato | pH     | Livello trofico | H2O     | Ambiente | Zona alpina |
| --- | ----------------- | ------------------- | --------- | ------ | --------------- | ------- | -------- | ----------- |
| Glebionis coronaria | 2                 | collinare           | Ca - Si   | neutro | alto            | arido   | B1       | IM BS       |
| Glebionis segetum | 2                 | collinare           | Ca - Si   | neutro | medio           | normale | B1 B2    | BG VI BZ    |
| Legenda e note alla tabella. Substrato: con “Ca/Si” si intendono rocce di carattere intermedio (calcari silicei e simili). Zona alpina: vengono prese in considerazione solo le zone alpine del territorio italiano (sono indicate le sigle delle province). Comunità vegetali: 2 = comunità terofitiche pioniere nitrofile. Ambienti: B1 = campi, colture e incolti; B2 = ambienti ruderali, scarpate. |                   |                     |           |        |                 |         |          |             |

## Sistematica
La famiglia di appartenenza di questa voce (Asteraceae o Compositae, nomen conservandum) probabilmente originaria del Sud America, è la più numerosa del mondo vegetale, comprende oltre 23.000 specie distribuite su 1.535 generi, oppure 22.750 specie e 1.530 generi secondo altre fonti (una delle checklist più aggiornata elenca fino a 1.679 generi). La famiglia attualmente (2021) è divisa in 16 sottofamiglie; la sottofamiglia Asteroideae è una di queste e rappresenta l'evoluzione più recente di tutta la famiglia.

### Filogenesi
Il gruppo di questa voce è descritto nella tribù Anthemideae, una delle 21 tribù della sottofamiglia Asteroideae). In base alle ultime ricerche nella tribù sono stati individuati (provvisoriamente) 4 principali lignaggi (o cladi): "Southern hemisphere grade", "Asian-southern African grade", "Eurasian grade" e "Mediterranean clade". Il genere  Glebionis (insieme alla sottotribù Glebionidinae) è incluso nel Mediterranean clade..
All'interno della sottotribù  Glebionis fa parte del gruppo originale insieme ai generi Argyranthemum, Heteranthemis e Ismelia delle Glebionidinae caratterizzato da un certo dimorfismo tra gli acheni dei fiori ligulati esterni e quelli tubulosi del disco centrale.
I caratteri distintivi del genere sono:
- l'indumento è assente o formato da peli basifissi con peli ghiandolari;
- la corolla dei fiori del disco è gialla;
- gli acheni dei fiori del disco sono prismatici con strette ali e alcune coste appena visibili.

Il numero cromosomico delle specie di questo genere è: 2n = 18.
In base all'"orologio molecolare", questo genere ha iniziato a divergere circa 0,5 milioni di anni fa.

### Elenco delle specie
Questo genere ha 2 specie:
- Glebionis coronaria (L.) Cass. ex Spach
- Glebionis segetum  (L.) Fourr.

### Sinonimi
Sono elencati alcuni sinonimi per questa entità:
- Xantophtalmum Sch.Bip.

## Specie della flora spontanea italiana
Nella flora spontanea italiana sono presenti le seguenti specie:
- A: le foglie sono profondamente incise-dentate; gli acheni dei fiori del raggio hanno delle forme trigone e alate; gli acheni dei fiori del disco hanno delle forme cilindriche con 10 coste;

Glebionis segetum  (L.) Fourr. - Crisantemo campestre, ingrassabue: l'altezza massima della pianta è di 2 - 6 dm; il ciclo biologico è annuo; la forma biologica è terofita scaposa (T scap); il tipo corologico è Steno-Mediterraneo Turanico divenuto Euri-Mediterraneo; l'habitat tipico sono i campi, le vigne, gli uliveti e gl'incolti; in Italia è una specie comune (molto rara nel Settentrione) e si trova fino ad una quota di 800 m s.l.m..
- B: le foglie sono bipennato-partite; gli acheni dei fiori del raggio sono tri-alati; gli acheni dei fiori del disco hanno delle forme tetragone compresse;

Glebionis coronaria (L.) Cass. ex Spach - Crisantemo giallo, fior d'oro: l'altezza massima della pianta è di 2 - 6 dm; il ciclo biologico è annuo; la forma biologica è terofita scaposa (T scap); il tipo corologico è Steno-Mediterraneo; l'habitat tipico sono i campi, le vigne, gli uliveti e gl'incolti; in Italia è una specie comune dal Centro al Sud e si trova fino ad una quota di 600 m s.l.m..